# 132e division d'infanterie (Allemagne)
Pour les articles homonymes, voir 132e division d'infanterie.
La  132e division d'infanterie  (en allemand : 132. Infanterie-Division ou 132. ID) est une des divisions d'infanterie de la Wehrmacht durant la Seconde Guerre mondiale.

## Création
La 132. Infanterie-Division est formée le 5 octobre 1940 à Landshut dans le Wehrkreis VII en tant qu'élément de la 11. welle (11e vague de mobilisation).
Elle est détruite dans la poche de Courlande en mai 1945.

## Organisation

### Commandants
| Date                           | Grade                  | Commandant        |
| ------------------------------ | ---------------------- | ----------------- |
| 5 octobre 1940-11 janvier 1942 | Generalleutnant        | Rudolf Sintzenich |
| 11 janvier 1942-12 août 1943   | General der Artillerie | Fritz Lindemann   |
| 12 août 1943-8 janvier 1945    | Generalleutnant        | Herbert Wagner    |
| 8 janvier 1945-8 mai 1945      | Generalmajor           | Rudolf Demme      |

### Officiers d'opérations (Generalstabsoffiziere (Ia))
| Date                               | Grade          | Commandant        |
| ---------------------------------- | -------------- | ----------------- |
| Octobre 1940 - novembre 1941       | Oberstleutnant | Hans Haas         |
| Novembre 1941-6 septembre 1942     | Major          | Hans von Beeltzig |
| 6 septembre 1942-25 septembre 1944 | Oberstleutnant | Heinz Geyer       |
| 25 septembre 1944-25 mars 1945     | Oberstleutnant | Albert Schneider  |
| 25 mars 1945-8 mai 1945            | Major          | Heinrich Dechamps |

## Théâtres d'opérations
- Allemagne : octobre 1940 - avril 1941
- 6 avril au 28 mai 1941 : Bataille de Grèce
- Front de l'Est, secteur Nord : juin 1941 - octobre 1944
- Poche de Courlande : octobre 1944 - mai 1945

## Ordres de bataille
1940
- Infanterie-Regiment 436
- Infanterie-Regiment 437
- Infanterie-Regiment 438
- Artillerie-Regiment 132
- Pionier-Bataillon 132
- Panzerjäger-Abteilung 132
- Aufklärungs-Abteilung 132
- Divisions-Nachrichten-Abteilung 132
- Divisions-Nachschubführer 132

1943
- Grenadier-Regiment 436
- Grenadier-Regiment 437
- Grenadier-Regiment 438
- Divisions-Füsilier-Bataillon 132
- Artillerie-Regiment 132
- Pionier-Bataillon 132
- Feldersatz-Bataillon 132
- Panzerjäger-Abteilung 132
- Divisions-Nachrichten-Abteilung 132
- Divisions-Nachschubführer 132

## Décorations
Certains membres de cette division se sont fait décorer pour faits d'armes:
- Insigne de combat rapproché en Or
  - 5
- Agrafe de la liste d'honneur
  - 36
- Croix allemande en Or
  - 76
- Croix de chevalier de la Croix de fer
  - 14